# Mieczysław Teodorczyk (oficer)
Mieczysław Roman Teodorczyk (ur. 28 lutego 1899 w Łodzi, zm. 4 lutego 1944 w Pomiechówku) – kapitan Wojska Polskiego II RP, uczestnik wojny polsko-bolszewickiej oraz kampanii wrześniowej; żołnierz Polskiej Organizacji Zbrojnej „Znak”, major Armii Krajowej.

## Życiorys

### Dzieciństwo i młodość
Syn Adama i Pauliny z Biedermannów. Od 1906 r. aż do wybuchu I wojny światowej pobierał naukę w szkołach łódzkich. Od 1916 r. kontynuował naukę w Piotrkowie Trybunalskim, a od 1917 r. w gimnazjum w Zaciszu pod Sulejowem, gdzie należał do tajnego skautingu.
W listopadzie 1918 r. wraz z grupą harcerzy uczestniczył w rozbrajaniu Niemców w Sulejowie i w tymże miesiącu wstąpił ochotniczo do Wojska Polskiego. Początkowo służył w 26 pułku piechoty, a od stycznia 1919 r. w Zarządzie Kwaterunkowym Garnizonu Piotrków. Po ukończeniu Szkoły Podoficerskiej w Dęblinie (rok 1919) i Szkoły Podchorążych w Warszawie (lata 1919–1920) został przydzielony do 85 pułku Strzelców Wileńskich.
Jako podchorąży – dowódca plutonu, brał udział w wojnie polsko-bolszewickiej, od sierpnia 1920 r. aż do jej zakończenia. Uczestniczył m.in. w bitwie warszawskiej pod Radzyminem (12–15 sierpnia 1920 r.), manewrze oskrzydlającym bitwy nad Niemnem (22–29 września 1920 r.) oraz w akcji gen. Lucjana Żeligowskiego (od 8 do 15 października 1920 r., tj. do dnia zawieszenia broni z Rosją Sowiecką) – cały czas w szeregach 85 pułku piechoty, wchodzącego w skład 1 Dywizji Litewsko-Białoruskiej. Za okazane męstwo i poniesiony w tej wojnie trud żołnierski, został odznaczony Krzyżem Walecznych i Krzyżem Zasługi Wojsk Litwy Środkowej.
Na dzień 1 czerwca 1921 r. pełnił w stopniu podporucznika służbę w wileńskim pułku piechoty, przemianowanym następnie na 85 pułk piechoty. Dekretem Naczelnika Państwa i Wodza Naczelnego z dnia 3 maja 1922 r. (dekret L. 19400/O.V.) został zweryfikowany w tymże stopniu, ze starszeństwem z dniem 1 września 1920 r. i 1050. lokatą łączną w korpusie oficerów piechoty (była to jednocześnie 33. lokata w starszeństwie).
Następnie pełnił różne funkcje w 85 pułku piechoty, stacjonującym w Nowej Wilejce koło Wilna. Zajmował stanowiska dowódcy plutonu, dowódcy kompanii strzeleckiej, oficera łączności, oficera taborowego, oficera w kancelarii pułku, adiutanta batalionu, adiutanta pułku, dowódcy oddziału sztabowego i referenta oświatowego pułku. W 1922 r. ukończył kurs wychowania fizycznego w Poznaniu, a w roku 1923 kurs metodyczno-oświatowy w Wilnie. Awansowany do stopnia porucznika został ze starszeństwem z dniem 1 marca 1922 r. W latach 1923–1924 zajmował 7. lokatę w swoim starszeństwie wśród poruczników korpusu piechoty i nadal służył w 85 pułku piechoty. W roku 1928 jako porucznik 85 pp zajmował już 6. lokatę w swoim starszeństwie w korpusie piechoty. W 85 pułku piechoty pełnił służbę do 1934 r., zajmując w roku 1930 – 1172. lokatę łączną wśród poruczników piechoty (była to jednocześnie 5. lokata w swoim starszeństwie).
Zarządzeniem Prezydenta Rzeczypospolitej Ignacego Mościckiego z dnia 17 grudnia 1931 r. został awansowany do rangi kapitana, ze starszeństwem z dniem 1 stycznia 1932 r. i 76. lokatą w korpusie oficerów piechoty. Na dzień 1 lipca 1933 r. zajmował już 73. lokatę wśród kapitanów korpusu piechoty w swoim starszeństwie (była to zarazem 1978. lokata łączna pośród kapitanów piechoty).
Dalszy etap kariery wojskowej kapitana Mieczysława Teodorczyka to służba we włocławskim 14 pułku piechoty, do którego został skierowany na podstawie zarządzenia Ministra Spraw Wojskowych opublikowanego w dniu 7 czerwca 1934 r. Na dzień 4 września 1934 r. pełnił już obowiązki dowódcy 7 kompanii w III batalionie 14 pułku piechoty. W dniu 5 czerwca 1935 r. zajmował 1701. lokatę łączną wśród kapitanów korpusu piechoty (była to jednocześnie 71. lokata w swoim starszeństwie). W latach 1935–1937 był komendantem przysposobienia wojskowego i wychowania fizycznego na powiat nieszawski, z miejscem urzędowania w Aleksandrowie Kujawskim. W 1938 r. ukończył kurs dowódców kompanii w Centrum Wyszkolenia Piechoty w Rembertowie. Na dzień 16 marca 1938 r. piastował stanowisko dowódcy 2 kompanii w I batalionie 14 pp. W październiku tego samego roku brał udział w operacji zaolziańskiej (jako dowódca 1 kompanii strzeleckiej w zbiorczym batalionie wystawionym przez 14 pułk piechoty). W 1939 r. uczestniczył w kursie referentów wyższych dowództw w Trauguttowie k. Brześcia nad Bugiem. Na dzień 23 marca 1939 r. zajmował 36. lokatę wśród kapitanów korpusu piechoty w swoim starszeństwie i pełnił nadal funkcję dowódcy 2 kompanii w I/14 pp. Rozkazem organizacyjnym Nr 3 z dnia 26 maja 1939 r. został ponownie wyznaczony, przez p.o. dowódcy 14 pułku piechoty ppłk. Władysława Dzióbka, na stanowisko dowódcy 2 kompanii strzeleckiej tegoż pułku.

### II wojna światowa

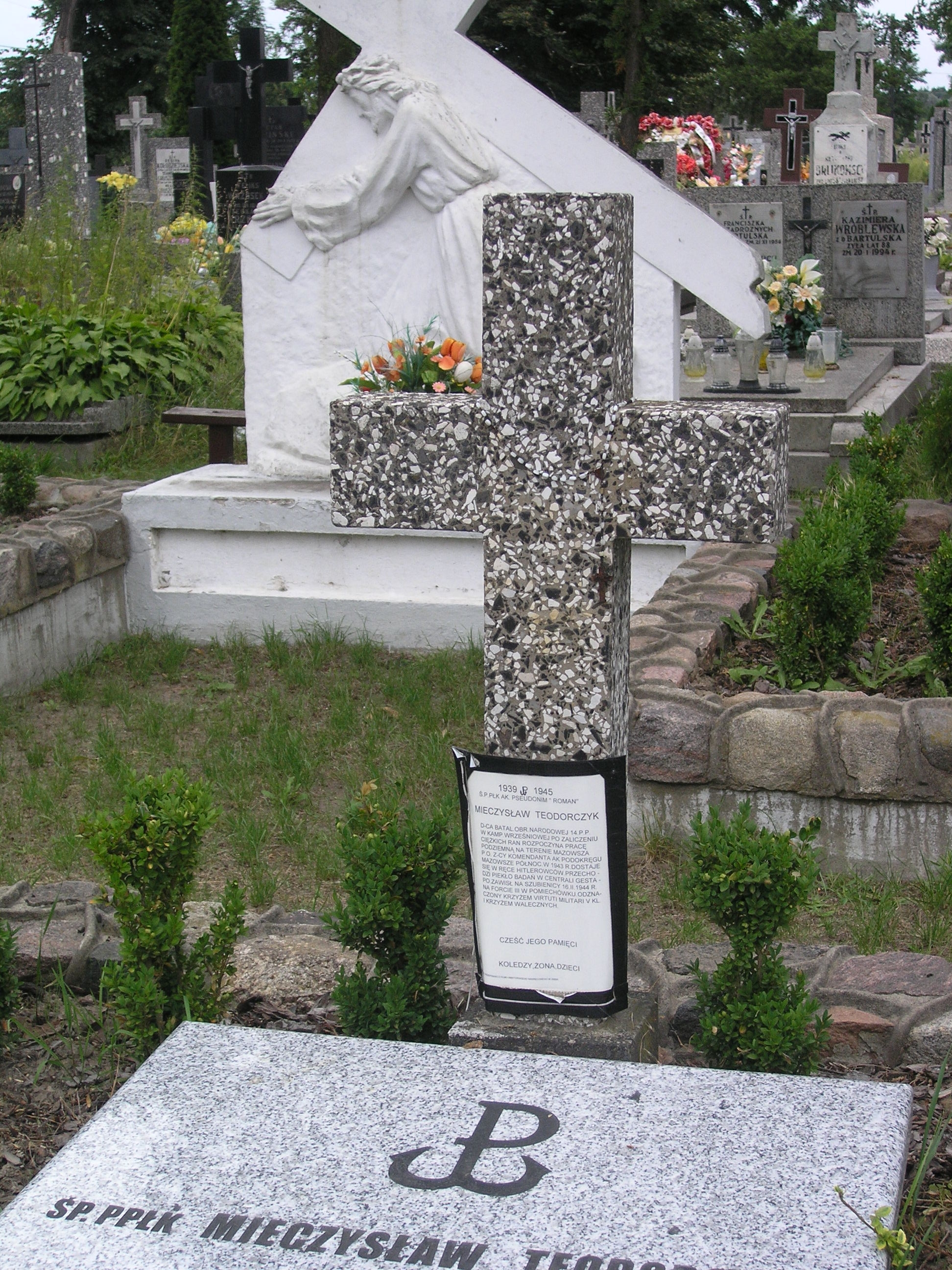
Grób majora Mieczysława Teodorczyka w kwaterze wojennej na Cmentarzu parafialnym w Pomiechowie

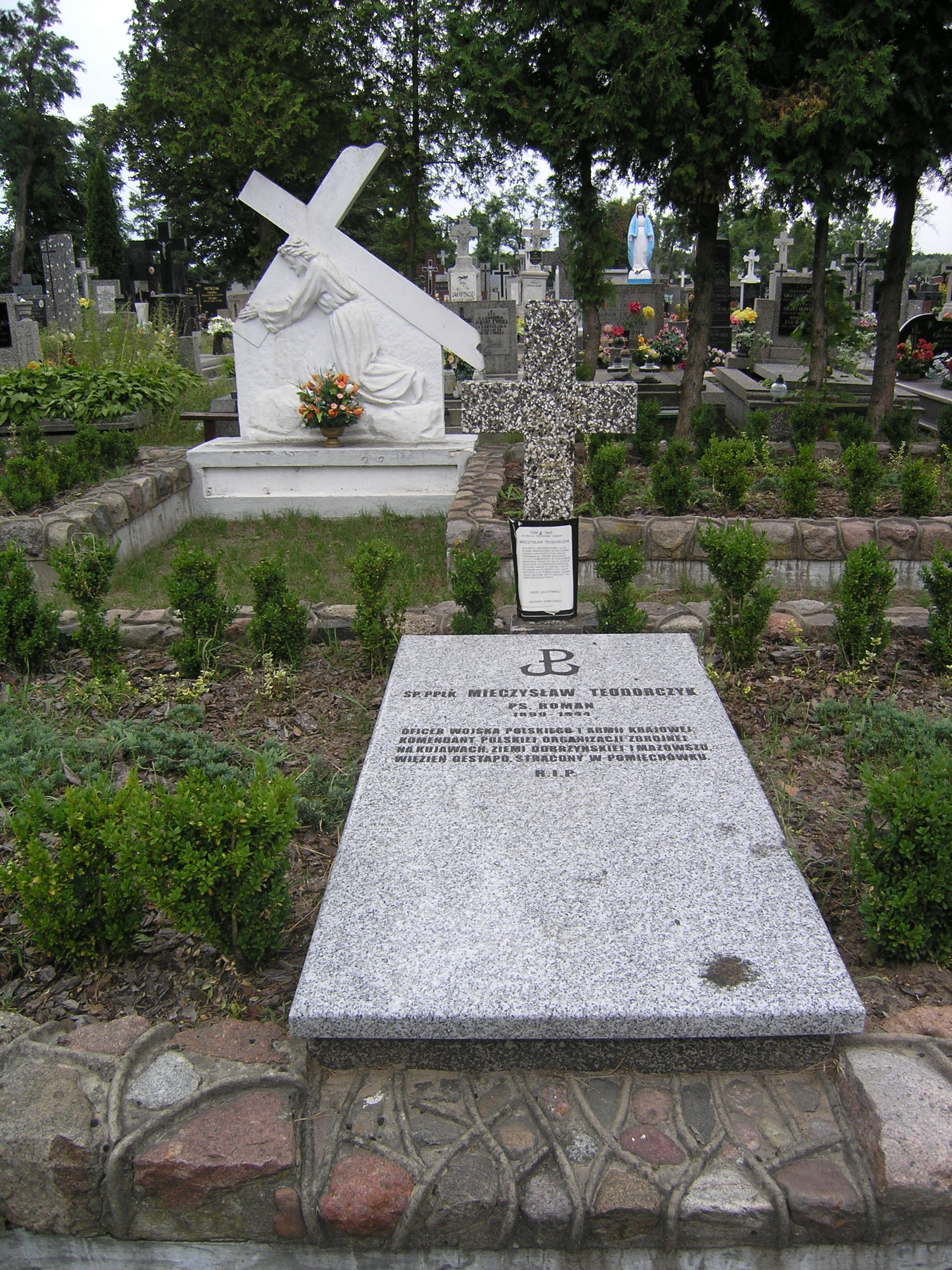
Grób majora Mieczysława Teodorczyka w kwaterze wojennej na Cmentarzu parafialnym w Pomiechowie

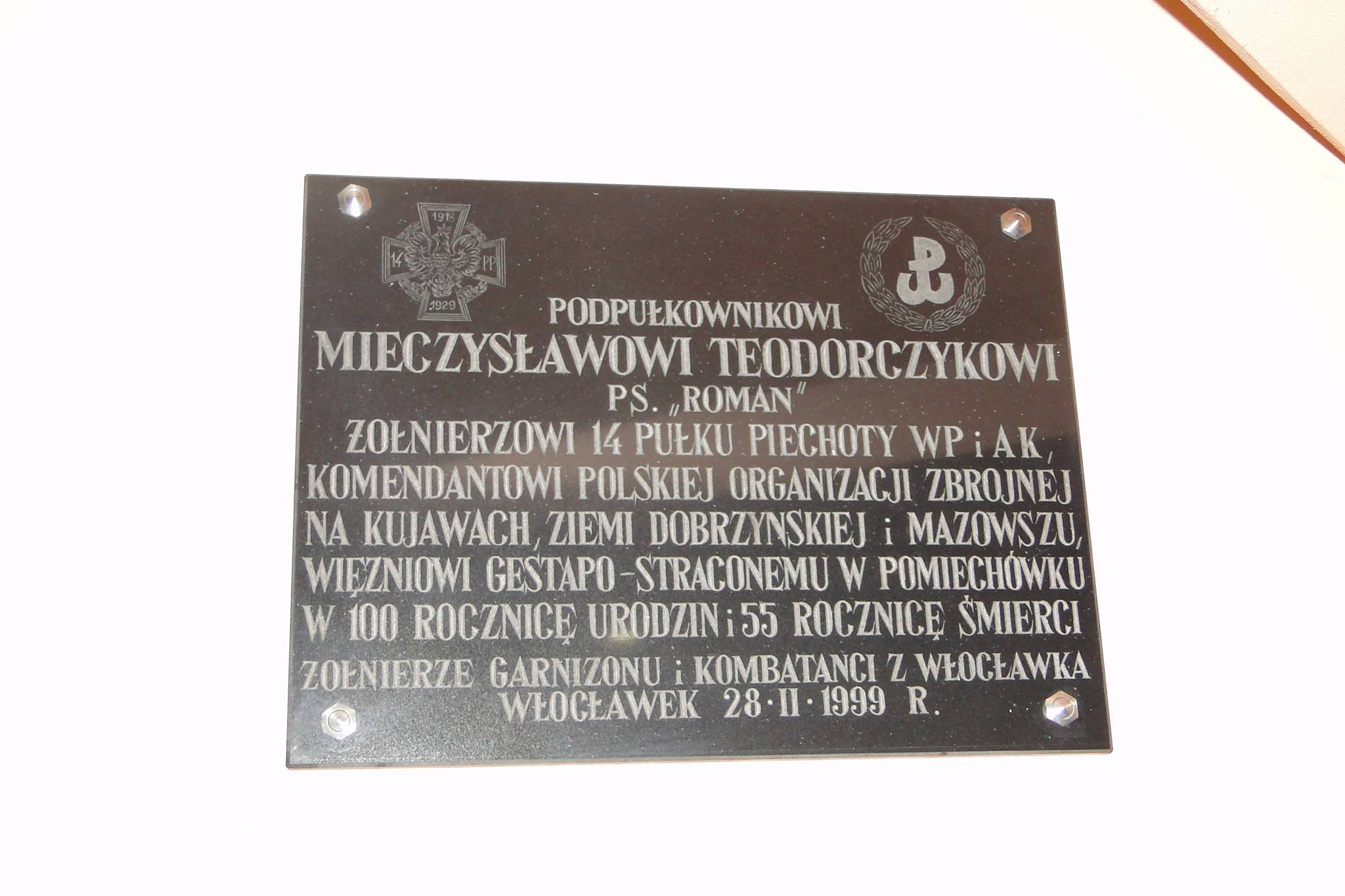
Tablica poświęcona ppłk. Mieczysławowi Teodorczykowi umieszczona we włocławskim kościele pw. Najświętszego Zbawiciela.

W kampanii wrześniowej uczestniczył na stanowisku dowódcy 1 kompanii batalionu ON „Starogard”, w składzie Oddziału Wydzielonego „Wisła”. Oddział ten osłaniał w końcu sierpnia 1939 r. (wzdłuż Wisły od strony Prus Wschodnich, między Gniewem a Opaleniem) ewentualną interwencję Wojska Polskiego w wolnym mieście Gdańsku. Z chwilą wybuchu wojny, zgodnie z rozkazem, jako jeden z niewielu zwartych oddziałów, wycofał się z „korytarza”, przekraczając Wisłę pod Sartowicami (w dniu 3 września). Po potyczce ze spadochroniarzami niemieckimi w okolicy Wabcza, forsownym nocnym marszem, wraz z kilkoma jeńcami, dotarł w dniu 4 września do Torunia. Po reorganizacji przeprowadzonej na terenie poligonu toruńskiego (w dniach 5–6 września) wszedł w skład 24 pułku 27 Dywizji Piechoty. Dywizja ta osłaniała odwrót Armii „Pomorze” i Armii „Poznań” wzdłuż lewego brzegu Wisły, aż do czasu rozpoczęcia bitwy nad Bzurą.
W końcu września 1939 r., w okolicy Sochaczewa, Mieczysław Teodorczyk został postrzelony w lewe płuco i dostał się do niewoli niemieckiej. Dzięki pomocy życzliwych ludzi zdołał zbiec ze szpitala.
Od listopada 1939 r. uczestniczył w działaniach konspiracyjnych - na terenie powiatu włocławskiego i powiatów sąsiednich tworzył, przy pomocy oficerów rezerwy i podoficerów 14 pułku piechoty, Pułk Ziemi Kujawskiej WP. W 1940 r., poszukiwany listami gończymi i z wyznaczoną nagrodą pieniężną za jego wydanie, przeniósł się na teren północnego Mazowsza. Ukrywał się w Płocku i Sierpcu pod nazwiskiem Tadeusz Opolski.
Był współorganizatorem Polskiej Organizacji Zbrojnej „Znak” (POZ) na tym terenie, komendantem Obwodu Sierpc. Od sierpnia 1941 r., rozkazem nr 8 Komendy Głównej POZ, został komendantem Okręgu III Mazowsze tej organizacji. Stanowisko to zajmował do maja 1942 r.
W konspiracji przyjął pseudonim Roman. Oficjalnym organem prasowym Komendy Okręgu III Mazowsze POZ była Polska Podziemna, powstała z inicjatywy Romana i zawierająca m.in. teksty autorstwa Mieczysława Teodorczyka. Nakład tej gazety wynosił 100-200 egzemplarzy. Wydawano także w Józefkowie k. Skępego gazetkę Iskra Wolności. Podczas częstych podróży po terenie podległych mu powiatów przebierał się w mundur kolejarski. Jedna z odpraw, w których uczestniczył Roman, odbyła się w Suminie k. Lipna, w siedzibie Prądzyńskich.
Po scaleniu POZ „Znak” z Armią Krajową, w dniu 28 sierpnia 1942 r. Mieczysław Teodorczyk został przeniesiony do Warszawy i awansowany z dniem 11 listopada 1942 r. do stopnia majora, a następnie mianowany szefem Wydziału III, w mieszczącym się tu sztabie Komendy Podokręgu Północnego Obszaru Warszawa AK (według niektórych źródeł pełnił również funkcję zastępcy Komendanta Podokręgu, ppłk. Tadeusza Tabaczyńskiego – „Krupy”). Wykładał także w konspiracyjnej Szkole Podchorążych Rezerwy Piechoty.
W dniu 17 lutego 1943 r. został aresztowany przez Gestapo na rogu ul. Marszałkowskiej i Wilczej. Więziony był kolejno w: Alejach Szucha, Modlinie, Płocku, Poznaniu, Bydgoszczy i Berlinie. Wielokrotnie torturowany. Został powieszony dnia 4 lutego 1944 roku w Forcie III w Pomiechówku k. Modlina wraz ze 106 żołnierzami podziemia. Po wojnie ekshumowano ich prochy na miejscowy cmentarz.

### Po śmierci
Na jego cześć grupa likwidacyjna Okręgowego Kierownictwa Walki Podziemnej m. st. Warszawy, utworzona w grudniu 1943 r. i dowodzona przez byłego podwładnego z POZ Stanisława Sękowskiego – „Rugię”, została nazwana: Grupa Bojowa „Roman”.
Mjr Mieczysław Teodorczyk został pośmiertnie przedstawiony przez komendanta Podokręgu Północ AK (płk. Ludomira Wysockiego ps. „Mróz”) do awansu na stopień podpułkownika i odznaczenia Krzyżem Srebrnym Orderu Wojennego Virtuti Militari. Wniosek został złożony w 1944 r. na ręce komendanta Obszaru Warszawskiego AK gen. bryg. Albina Skroczyńskiego ps. „Łaszcz”. W styczniu 1945 r. wniosek zatwierdzono rozkazem Komendanta Głównego Armii Krajowej gen. bryg. Leopolda Okulickiego ps. „Kobra”, „Niedźwiadek”.
Rozkazy podpisywane przez Mieczysława Teodorczyka, jako komendanta okręgu III Mazowsze POZ, zostały znalezione w metalowej skrzynce podczas prac budowlanych prowadzonych w Płocku. Przechowywane są obecnie w płockim Muzeum Ziemi Mazowieckiej. Eksponowane były m.in. na wystawach: Płocczanie w II Wojnie Światowej (styczeń - marzec 1980 r.) oraz Wojenne losy Płocczan (w 1989 r.).

## Rodzina
Od 1923 roku żonaty z Władysławą, z domu Wirpszo (1899–1963), która w latach okupacji była członkiem ruchu oporu na Wileńszczyźnie. W listopadzie 1950 r. została aresztowana we Włocławku, w związku ze sprawą Stanisława Sękowskiego, a w kwietniu 1951 r. skazana przez Wojskowy Sąd Rejonowy w Warszawie na 7 lat więzienia. Wyrok odbywała w więzieniu przy ul. Ratuszowej w Warszawie i w więzieniu kobiecym w Fordonie. Została zwolniona w styczniu 1955 roku ze względu na zły stan zdrowia. Zmarła w 1963 r. w Toruniu.
Mieli dwoje dzieci:
Córka Aleksandra (ur. 1926), łączniczka VII Wileńskiej Brygady AK ps. „Jagienka”. Po ukończeniu studiów polonistycznych na Uniwersytecie Mikołaja Kopernika w Toruniu (rok 1951) pracowała jako nauczycielka, w 1987 r. przeszła na emeryturę. Zmarła w 2010 r. w Toruniu.
Syn Waldemar (ur. 1928), żołnierz VII Wileńskiej Brygady AK, więziony od listopada 1950 r. (jak matka) do marca 1952 r. Uzyskał zaocznie dyplom magistra inżyniera włókiennictwa na Politechnice Łódzkiej (rok 1963), a następnie pracował w Zakładach Celulozowo-Papierniczych we Włocławku. Od 1977 r., po zawale serca, na rencie inwalidzkiej. Zmarł w 2002 r. we Włocławku.

## Ordery i odznaczenia
- Krzyż Srebrny Orderu Wojennego Virtuti Militari[51]
- Krzyż Walecznych[18]
- Srebrny Krzyż Zasługi (22 maja 1939)[52][26]
- Krzyż Zasługi Wojsk Litwy Środkowej[18]
- Medal Pamiątkowy za Wojnę 1918–1921[53]
- Medal Dziesięciolecia Odzyskanej Niepodległości[53]
- Srebrny Medal za Długoletnią Służbę
- Brązowy Medal za Długoletnią Służbę